# Pachnoda sinuata
Pachnoda sinuata es una especie de escarabajo del género Pachnoda, familia Scarabaeidae. Fue descrita científicamente por Fabricius en 1775.

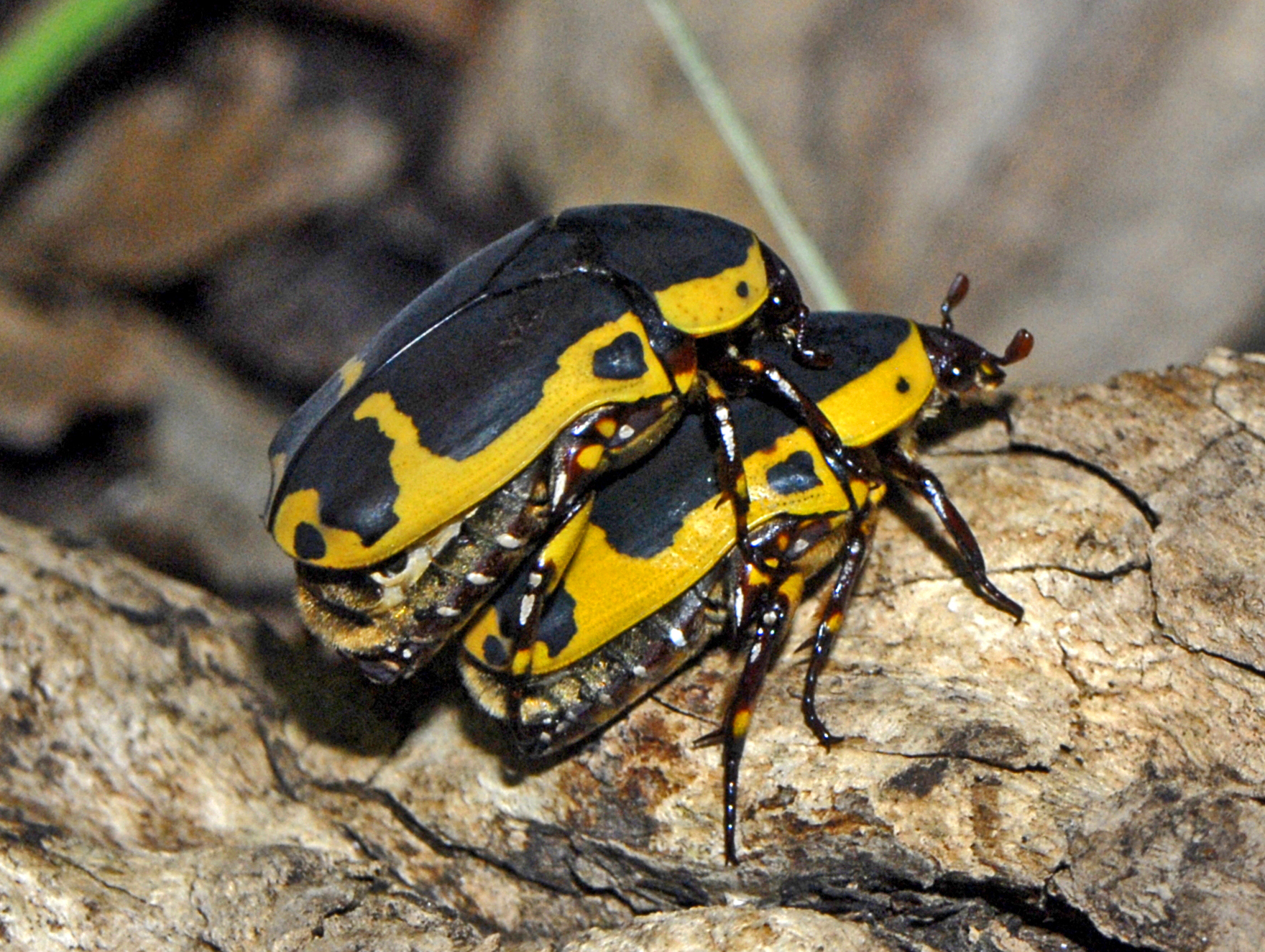
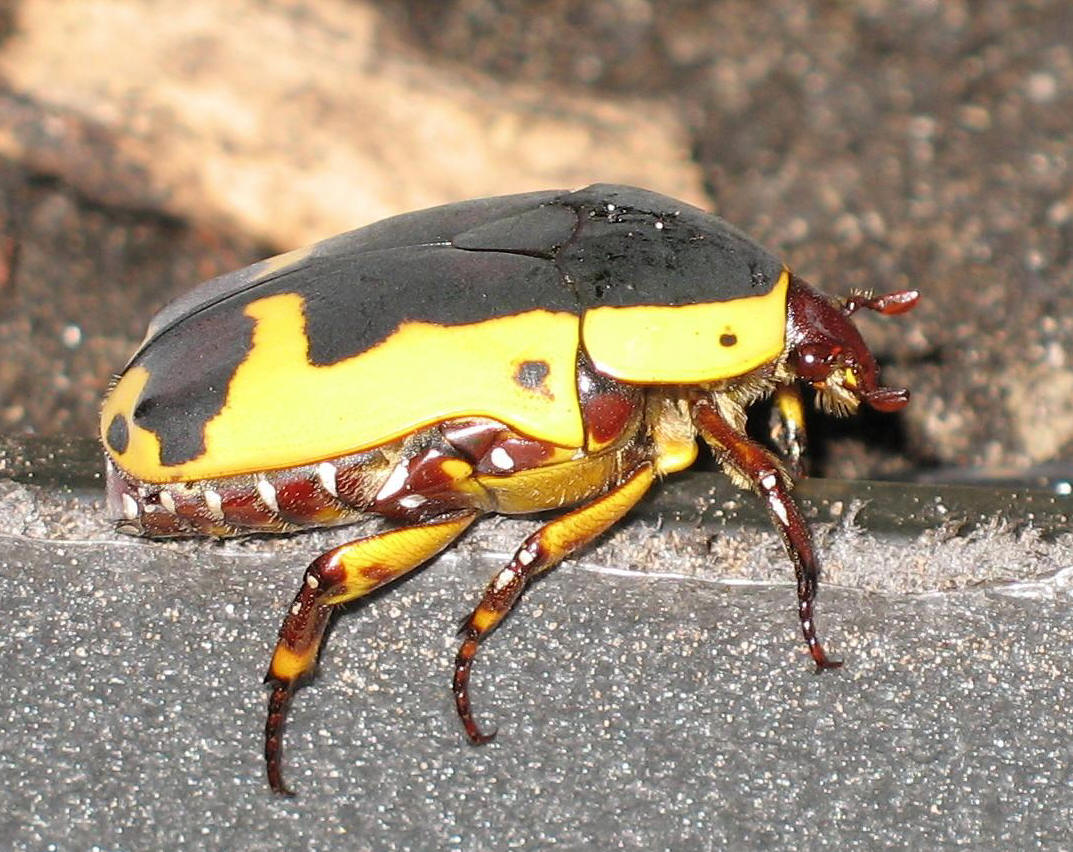
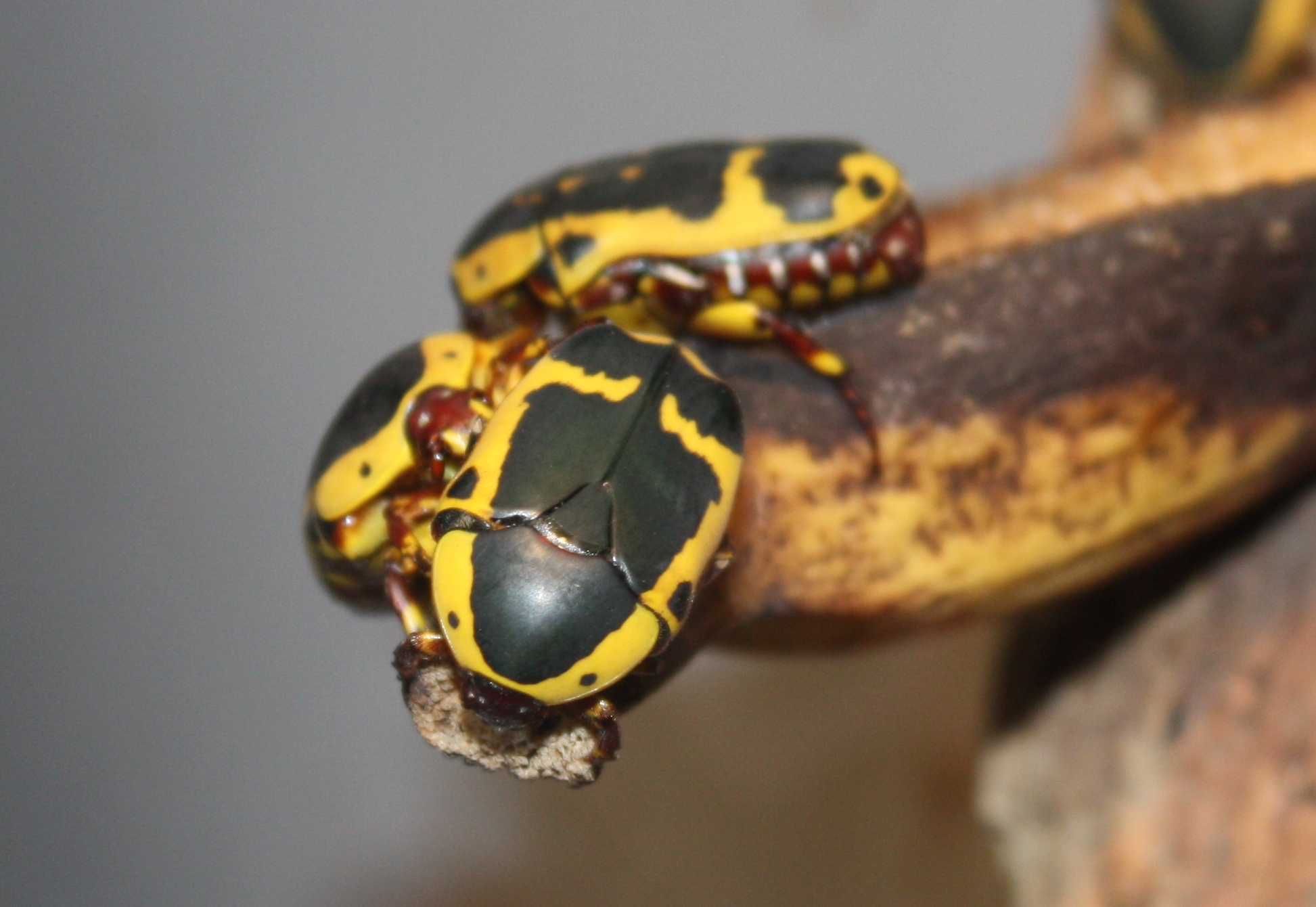
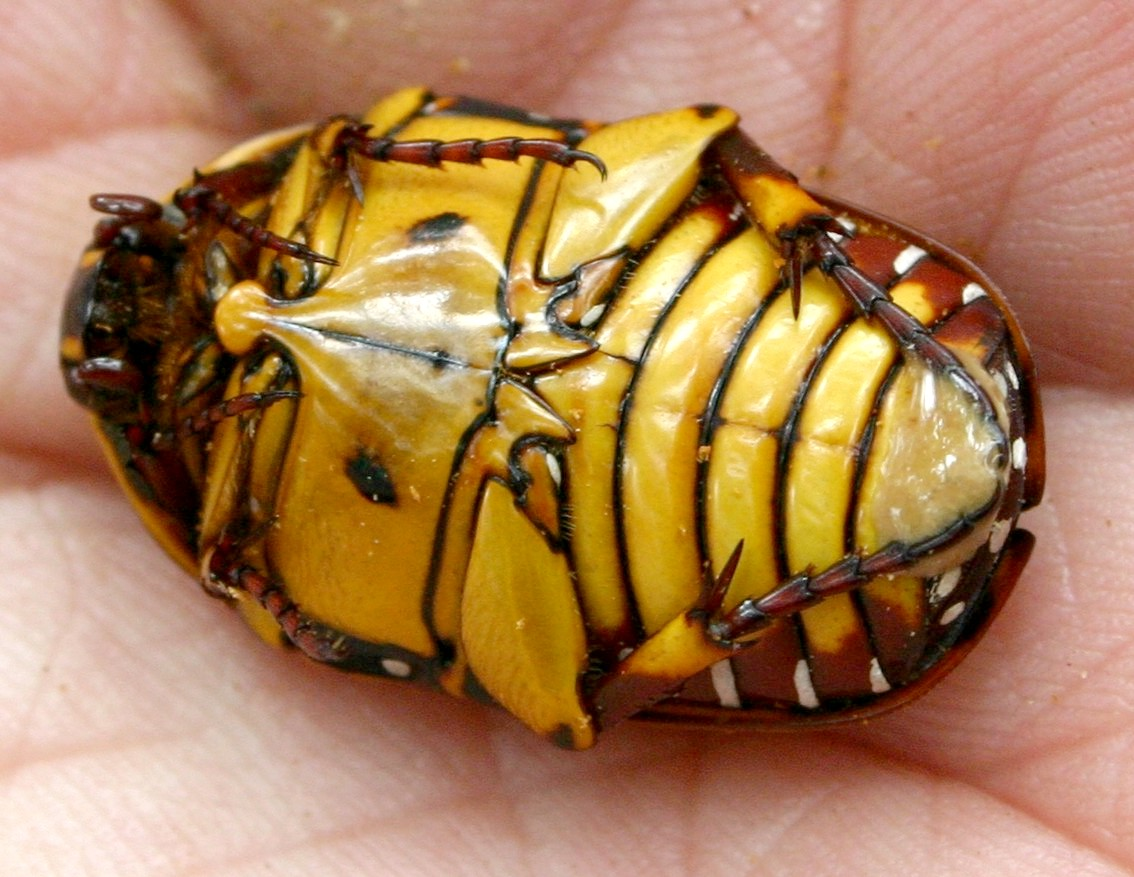

Habita en Sudáfrica y Mozambique.